# Bavay
Bavay (flämisch: Beuken) ist eine französische Gemeinde mit 3240 Einwohnern (Stand 1. Januar 2022) im Département Nord in der Region Hauts-de-France.

## Geographie
Die Stadt Bavay liegt zehn Kilometer westlich von Maubeuge, 20 Kilometer östlich von Valenciennes und nur fünf Kilometer südlich der Grenze zu Belgien. Bavay ist Teil des Regionalen Naturparks Avesnois. Westlich des Ortes befindet sich das Naturschutzgebiet Carrière des Nerviens.

## Geschichte
Bavay war im Römischen Reich die Hauptstadt des keltischen Stammes der Nervier unter dem Namen Bagacum Nerviorum und ein wichtiger Knotenpunkt zahlreicher Römerstraßen in alle Richtungen. Unter anderem lief die von Köln kommende heute  "Via Belgica" genannte Römerstraße durch Bagacum. Am Schnittpunkt der (auch unter dem Sammelbegriff Chaussée Brunehaut bekannten) Straßen stand ein Meilenstein, der im 17. Jahrhundert zerstört und im 19. Jahrhundert durch eine Säule ersetzt wurde. Während der Völkerwanderung wurde die Stadt zerstört und erlangte ihre frühere Bedeutung nicht mehr zurück.
Im Mittelalter gehörte der Ort zur Grafschaft Hennegau und mit dieser seit 925 zum römisch-deutschen Kaiserreich. Die Grenze zu Frankreich verlief etwa 30 Kilometer südlich. Mit dem Hennegau fiel Bavay 1433 an das Haus Burgund und 1477 durch die Heirat Marias von Burgund mit Maximilian I. Erzherzog von Österreich an das Haus Habsburg. In der Folge leidet Bavay aufgrund der grenznahen Lage unter dem habsburgisch-französischen Gegensatz.
Durch Annexion von Teilen der Spanischen Niederlande durch Ludwig XIV. ist Bavay gemäß dem Frieden von Nimwegen seit 1678 französisch.

### Bevölkerungsentwicklung
| Jahr                       | 1962 | 1968 | 1975 | 1982 | 1990 | 1999 | 2009 | 2020 |
| Einwohner                  | 3024 | 3377 | 3746 | 4193 | 3751 | 3581 | 3520 | 3248 |
| Quellen: Cassini und INSEE |      |      |      |      |      |      |      |      |

## Sehenswürdigkeiten
- Ausgrabungen des römischen Forums und Museum mit den Funden
- Rathaus, Monument historique[3]

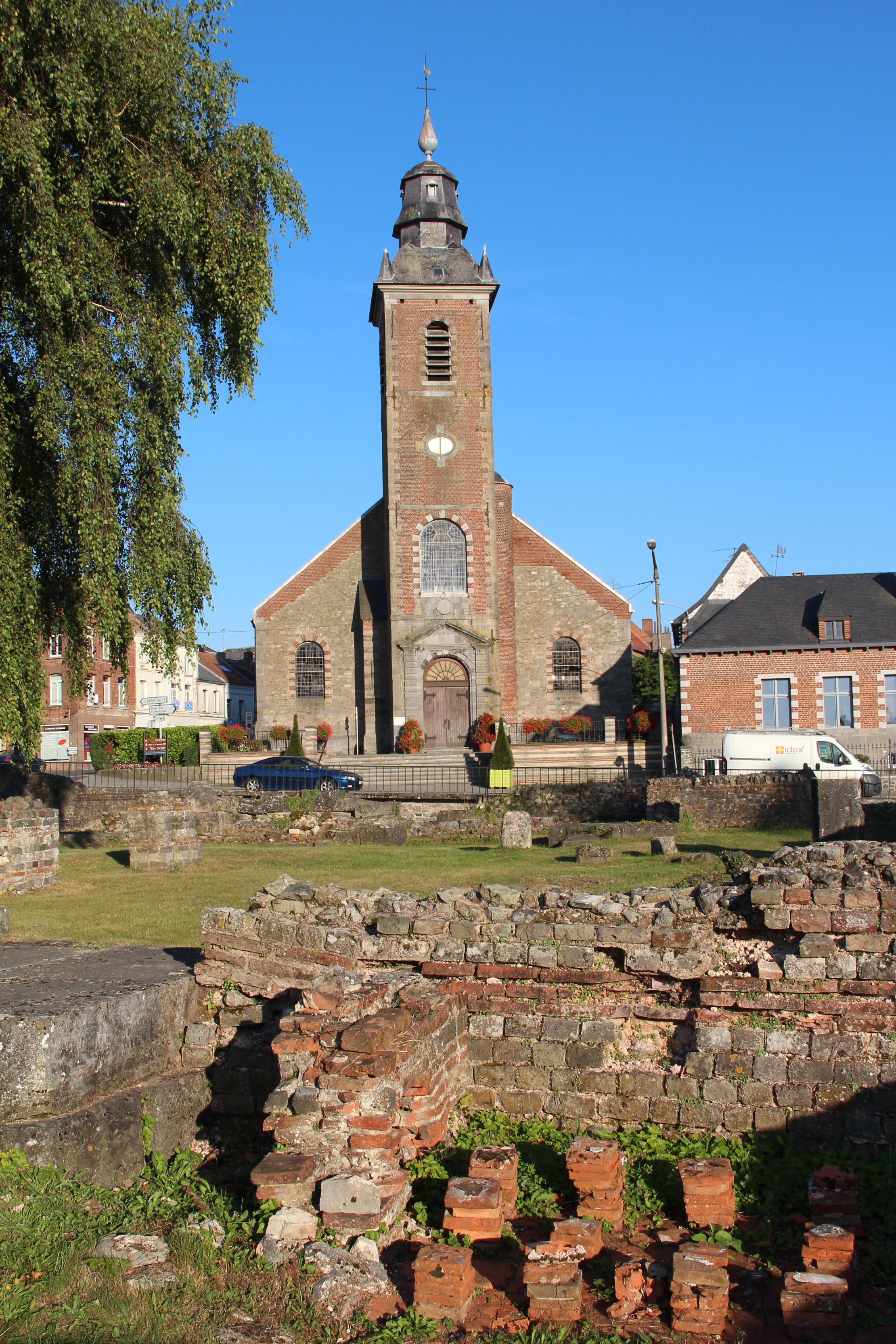
Kirche Notre-Dame de l’Assomption
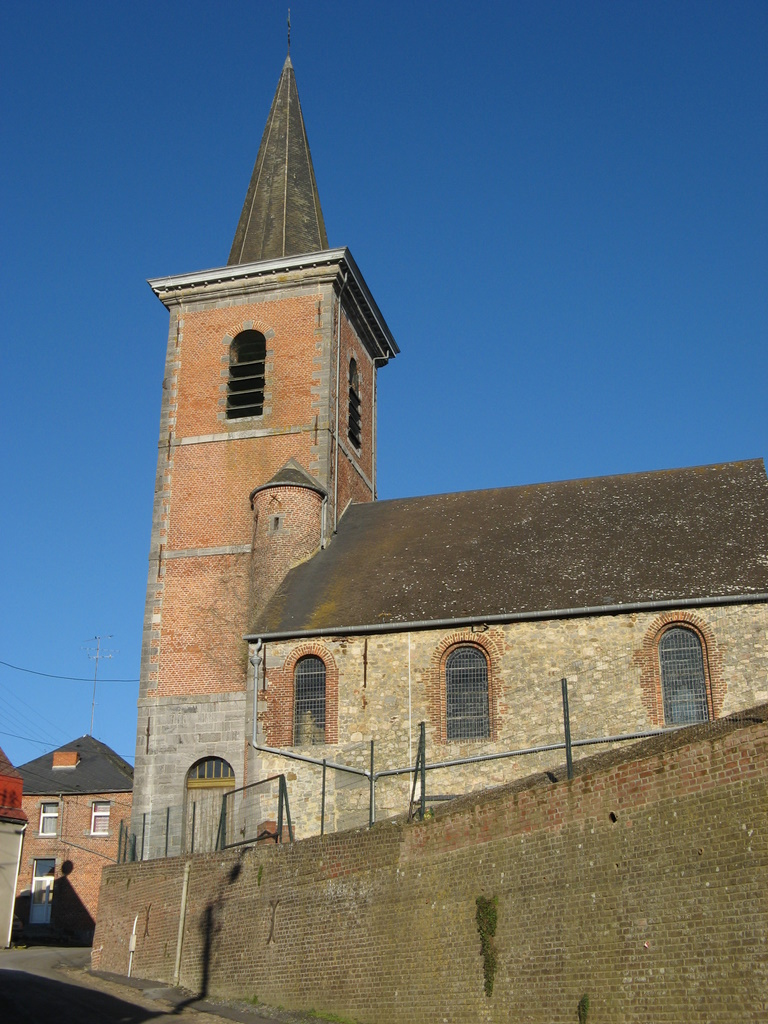
Kirche Saint-Nicolas de Louvignies
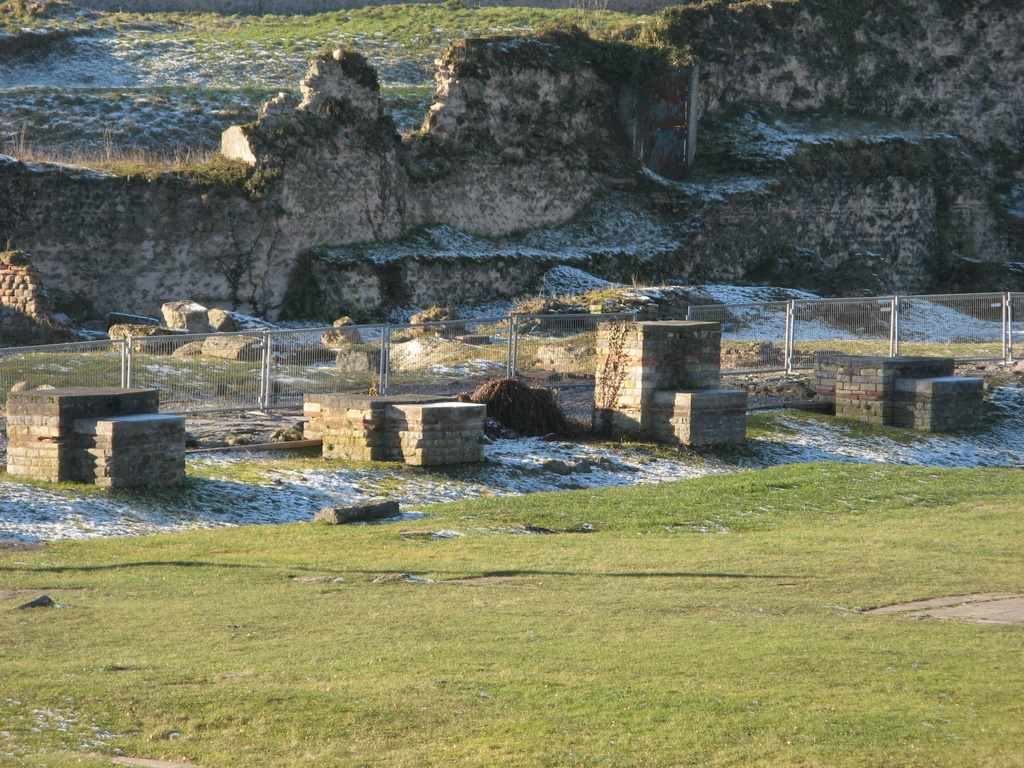
Ruinen von Bagacum

## Wirtschaft
Die Stadt beherbergt Eisenwaren- und Düngemittel-Fabriken sowie eine Brauerei.